# Hyperolius bobirensis
Espèce
Statut de conservation UICN

 VU  : Vulnérable
Hyperolius bobirensis est une espèce d'amphibiens de la famille des Hyperoliidae.

## Répartition
Cette espèce est endémique du Ghana. Elle se rencontre dans la réserve forestière de Bobiri et dans l'aire de conservation d'Ankasa dans la région Ashanti,.

## Étymologie
Son nom d'espèce, composé de bobir[i] et du suffixe latin -ensis, « qui vit dans, qui habite », lui a été donné en référence au lieu de sa découverte, la réserve forestière de Bobiri.

## Publication originale
- Schiøtz, 1967 : The treefrogs (Rhacophoridae) of West Africa. Spolia Zoologica Musei Hauniensis, København, vol. 25, p. 1-346.